# Martin Raynov
Martin Raynov (tiếng Bulgaria: Мартин Райнов; sinh 25 tháng 4 năm 1992) là một cầu thủ bóng đá Bulgaria thi đấu ở vị trí tiền vệ cho Beroe Stara Zagora.

## Sự nghiệp quốc tế
Vào tháng 8 năm 2016, Raynov lần đầu tiên được triệu tập vào Bulgaria thi đấu vòng loại Cúp bóng đá thế giới 2018 trước Luxembourg, và ra sân lần đầu tiên ngày 10 tháng 10, khi vào sân từ ghế dự bị cho Simeon Slavchev trong trận thua 3–0 ở vòng loại World Cup trước Thụy Điển tại Friends Arena ở Solna.

## Thống kê sự nghiệp
Tính đến 28 tháng 2 năm 2021
| Câu lạc bộ                 | Mùa giải            | Giải vô địch        | Domestic | Domestic  | Cúp     | Cúp       | Châu Âu | Châu Âu   | Khác    | Khác      | Tổng    | Tổng      |
| Câu lạc bộ                 | Mùa giải            | Giải vô địch        | Số trận  | Bàn thắng | Số trận | Bàn thắng | Số trận | Bàn thắng | Số trận | Bàn thắng | Số trận | Bàn thắng |
| -------------------------- | ------------------- | ------------------- | -------- | --------- | ------- | --------- | ------- | --------- | ------- | --------- | ------- | --------- |
| Beroe Stara Zagora         | 2011–12             | A Group             | 0        | 0         | 0       | 0         | –       | –         | –       | –         | 0       | 0         |
| Etar Veliko Tarnovo (mượn) | 2011–12             | B Group             | 8        | 1         | 1       | 0         | –       | –         | –       | –         | 9       | 1         |
| Sliven (mượn)              | 2011–12             | B Group             | 9        | 2         | 0       | 0         | –       | –         | –       | –         | 9       | 2         |
| Beroe Stara Zagora         | 2012–13             | A Group             | 10       | 0         | 3       | 2         | –       | –         | –       | –         | 13      | 2         |
| Beroe Stara Zagora         | 2013–14             | A Group             | 6        | 0         | 1       | 0         | 1       | 0         | 0       | 0         | 8       | 0         |
| Bansko (mượn)              | 2013–14             | B Group             | 13       | 2         | 0       | 0         | –       | –         | –       | –         | 13      | 2         |
| Haskovo                    | 2014–15             | A Group             | 26       | 0         | 3       | 0         | –       | –         | –       | –         | 29      | 0         |
| Lokomotiv GO               | 2015–16             | B Group             | 17       | 5         | 3       | 0         | –       | –         | –       | –         | 20      | 5         |
| Lokomotiv Plovdiv          | 2015–16             | A Group             | 13       | 0         | 0       | 0         | –       | –         | –       | –         | 13      | 0         |
| Lokomotiv Plovdiv          | 2016–17             | First League        | 16       | 2         | 2       | 1         | –       | –         | –       | –         | 18      | 3         |
| Beroe Stara Zagora         | 2016–17             | First League        | 13       | 1         | 0       | 0         | 0       | 0         | –       | –         | 13      | 1         |
| Beroe Stara Zagora         | 2017–18             | First League        | 35       | 2         | 1       | 0         | –       | –         | –       | –         | 36      | 2         |
| Beroe Stara Zagora         | 2018–19             | First League        | 13       | 2         | 1       | 0         | –       | –         | –       | –         | 14      | 2         |
| Levski Sofia               | 2018–19             | First League        | 16       | 0         | 0       | 0         | –       | –         | –       | –         | 16      | 0         |
| Levski Sofia               | 2019–20             | First League        | 25       | 0         | 4       | 1         | 4       | 0         | –       | –         | 33      | 1         |
| Levski Sofia               | 2020–21             | First League        | 11       | 1         | 0       | 0         | 0       | 0         | –       | –         | 11      | 1         |
| Tổng cộng sự nghiệp        | Tổng cộng sự nghiệp | Tổng cộng sự nghiệp | 231      | 18        | 19      | 4         | 5       | 0         | 0       | 0         | 255     | 22        |

## Danh hiệu

### Câu lạc bộ
Beroe
- Cúp bóng đá Bulgaria: 2012–13
- Siêu cúp bóng đá Bulgaria: 2013